# Lega Nazionale A 1954-1955 (hockey su ghiaccio)
La stagione 1954-1955 del campionato svizzero di hockey su ghiaccio ha visto campione l'EHC Arosa.

## Classifica Finale
|   | Classifica      | G  | V  | N | P  | GF  | GS  | Dif  | Pt |
| - | --------------- | -- | -- | - | -- | --- | --- | ---- | -- |
| 1 | Arosa           | 14 | 11 | 0 | 3  | 110 | 72  | +38  | 22 |
| 2 | GCK Lions       | 14 | 9  | 3 | 2  | 78  | 50  | +37  | 21 |
| 3 | Young Sprinters | 14 | 10 | 1 | 3  | 83  | 54  | +29  | 21 |
| 4 | Davos           | 14 | 8  | 0 | 6  | 74  | 54  | +20  | 16 |
| 5 | ZSC Lions       | 14 | 6  | 2 | 6  | 89  | 84  | +5   | 14 |
| 6 | Ambrì-Piotta    | 14 | 5  | 1 | 8  | 65  | 77  | -12  | 11 |
| 7 | Berna           | 14 | 3  | 1 | 10 | 87  | 96  | -9   | 7  |
| 8 | St. Moritz      | 14 | 0  | 0 | 14 | 40  | 148 | -108 | 0  |

LEGENDA:

G=Giocate, V=Vinte, N=Pareggiate, P=Perse, GF=Gol Fatti, GS=Gol Subiti, Dif=Differenza Reti, Pt=Punti

## Spareggio (LNA-LNB)
L'HC La Chaux-de-Fonds sconfigge l'EHC St. Moritz 10-1 e viene promosso in prima divisione.